# 卡爾提德王朝
卡爾提德王朝（波斯語：کرتیان；英語：Kartids）是13世紀至14世紀期間統治呼羅珊大部分地區的波斯王朝，以赫拉特為都，起初臣服於蒙古伊兒汗國。伊兒汗國在1335年分裂，卡爾提德王朝實際上取得了獨立地位，直至1381年帖木兒大舉入侵。